# Madge Gill

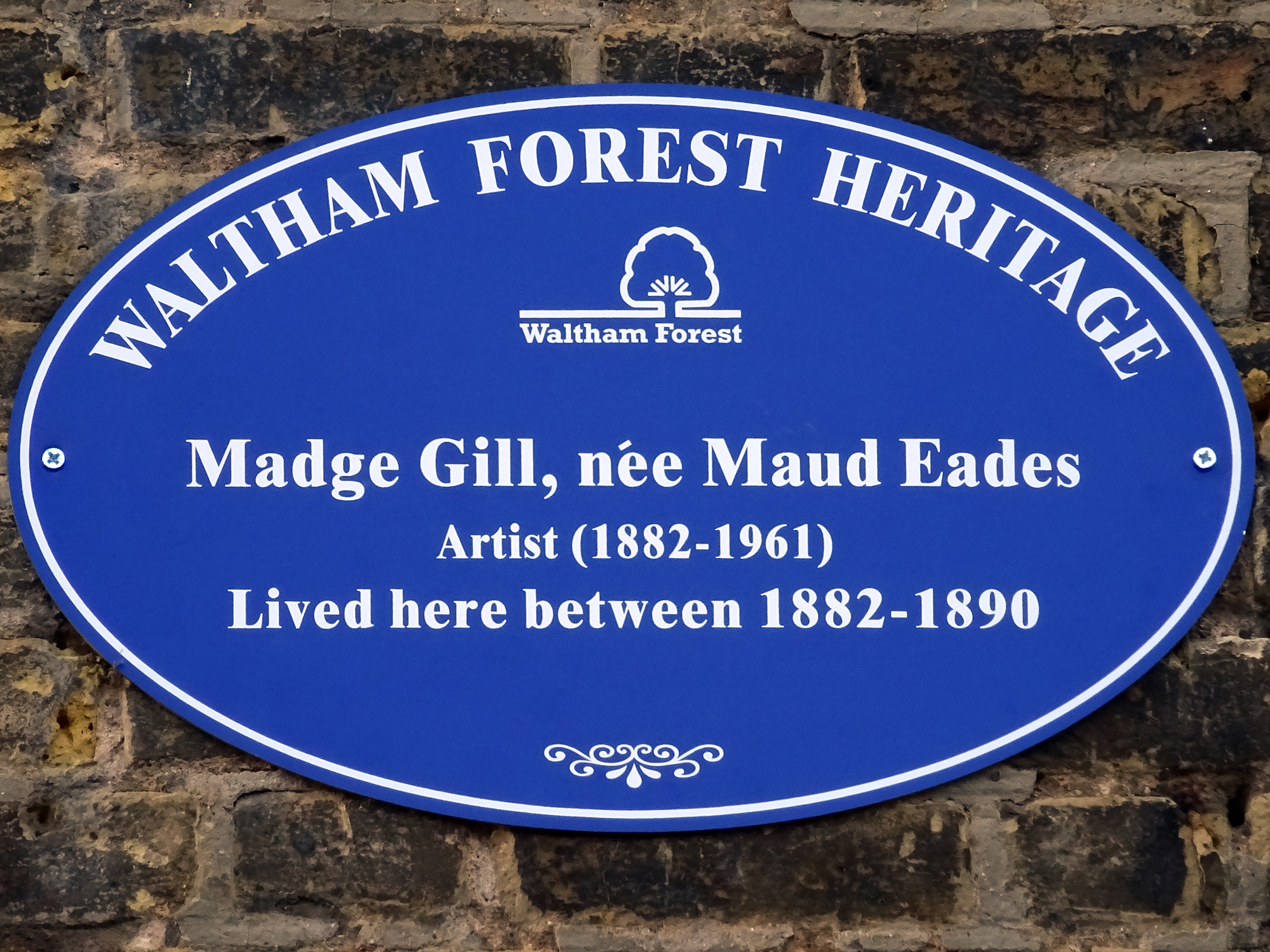
tablica pamiątkowa w miejscu zamieszkania Madge Gill

Madge Gill, właściwie Maude Ethel Eades (ur. 19 stycznia 1882 w Londynie, zm. 1961) – angielska artystka zaliczana do nurtu art brut.

## Wczesne lata
Większość wczesnych lat spędziła w odosobnieniu i została umieszczona w kanadyjskim sierocińcu w wieku 7 lat. Stamtąd wysłano ją wraz z innymi sierotami do Kanady do pracy na farmach. Po powrocie zamieszkała z ciotką, której pasją był spirytualizm. Pozostała tam do 19 roku życia, po czym wróciła do East Ham, gdzie zamieszkała z ciotką, która wprowadziła ją w spirytyzm i astrologię. W wieku 25 lat wyszła za mąż za swojego kuzyna, Thomasa Edwina Gilla, maklera giełdowego. Razem mieli trzech synów; ich drugi syn Reginald, zmarł na hiszpańską grypę. W następnym roku urodziła martwą córeczkę i sama prawie umarła, zapadając na poważną chorobę, która sprawiła, że przez kilka miesięcy była przykuta do łóżka i ślepa na lewe oko.

## Twórczość
Podczas swojej choroby w 1920 roku Gill nagle zainteresowała się rysunkiem, tworząc w ciągu kolejnych 40 lat tysiące prac, w większości wykonanych atramentem w czerni i bieli. Prace tworzyła we wszystkich rozmiarach, od wielkości pocztówki po ogromne arkusze materiału. Artystka twierdziła, że kieruje nią duch, którego nazwała „Myrninerest” i często podpisywała swoje prace tym imieniem. Jej prace na papierze przedstawiają głównie kobiety o bladych twarzach, spowite w misternie utkane szaty skomponowane z kresek i szachownic. Częstym elementem jej prac są też schody. W 1922 roku Gill stał się pacjentem dr Helen Boyle po tym, jak mąż artystki, Thomas Gill postanowił skonsultować ją z psychiatrą. Dr Boyle przyjęła Madge Gill na leczenie w szpitalu Lady Chichester w Hove, znanym z postępowego i życzliwego traktowania kobiet i uważa się, że zachęcał Gilla do tworzenia.

## Późniejsze lata
Rzadko wystawiała swoje prace i nigdy nie sprzedawała żadnych elementów ze strachu przed zdenerwowaniem „Myrninerest”. Po tym, jak jej pierwszy urodzony syn Bob zmarł w 1958 roku przestała rysować. Po jej śmierci w 1961 roku w jej domu odkryto tysiące rysunków. Prace Madge Gill dziś znajdują się m.in. w Collection de l'art brut w Lozannie, w Szwajcarii.